# Sprawiedliwy Handel

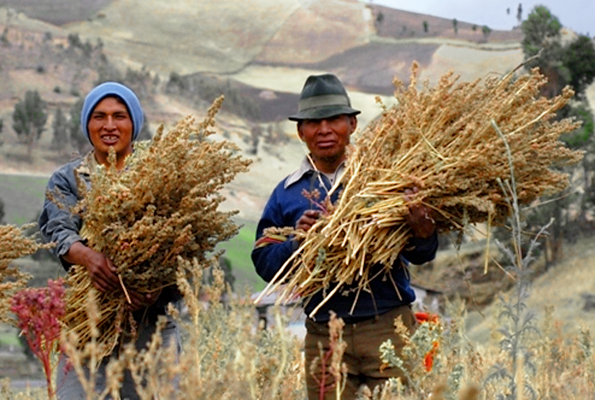
Certyfikowani producenci komosy ryżowej z Ekwadoru

Sprawiedliwy Handel (Fair Trade) – międzynarodowy ruch konsumentów, organizacji pozarządowych, firm importerskich i handlowych oraz spółdzielni drobnych producentów w krajach Globalnego Południa, mający na celu pomoc w rozwoju dla drobnych wytwórców (rolników, rzemieślników), posługujący się metodami wypracowanymi przez biznes, tworząc niezależny system handlowy o zasięgu globalnym. Jest to zarazem jeden z nurtów ekonomii społecznej, której naczelną zasadą jest uznanie, iż człowiek jest ważniejszy od zysku.
Sprawiedliwy Handel dąży do wyeliminowania ubóstwa z krajów Południa poprzez zapewnienie marginalizowanym w procesie globalizacji producentom w Afryce, Azji i Ameryce Łacińskiej równych szans dostępu do rynków w krajach Północy. Rzuca on wyzwanie praktykom handlowym, które utrzymują ludzi w nędzy. Podstawowym celem Sprawiedliwego Handlu jest zbudowanie trwałych, bezpośrednich relacji pomiędzy producentami w krajach biednych a konsumentami w bogatych częściach świata.
W 2013 r. wartość sprzedaży produktów w systemie Fairtrade wyniosła 5,5 mld euro, z czego do producentów oprócz zapłaty za produkty trafiło 86 mln euro dodatkowej premii.

## Historia
Przez ostatnich czterdzieści lat Sprawiedliwy Handel w Europie wyrósł z działalności lokalnej małych grup do obecnego wysokiego poziomu współpracy i integracji w skali europejskiej i światowej. Ponieważ Sprawiedliwy Handel rozpoczął się jako niescentralizowany ruch, istnieją jego różne definicje. Znaczącym osiągnięciem ruchu jest wypracowanie i sformułowanie powszechnie uznawanej definicji Sprawiedliwego Handlu, wskazującej jego cele i głównych aktorów.
Pierwsza międzynarodowa definicja została zatwierdzona w kwietniu 1999 roku przez FINE, nieformalne porozumienie skupiające cztery główne organizacje sieciowe Sprawiedliwego Handlu: FLO, IFAT, NEWS! oraz EFTA (nazwa FINE pochodzi od pierwszych liter tych organizacji). Definicja ta została jednak całkowicie zrewidowana. Nowa definicja Sprawiedliwego Handlu – jako część szerszej strategii współpracy – została przyjęta w grudniu 2001. Definicja ta podkreśla podmiotowość jego uczestników oraz fakt, że Sprawiedliwy Handel to nie tylko sam proces wymiany, ale także rozwój – zarówno producentów, jak i konsumentów – jako cel handlu międzynarodowego.

## Definicja Sprawiedliwego Handlu FINE
Sprawiedliwy Handel jest to partnerstwo w handlu, opierające się na dialogu, przejrzystości i szacunku, w którym dąży się do większej równości w handlu międzynarodowym. Przyczynia się do zrównoważonego rozwoju przez oferowanie lepszych warunków handlowych dla zmarginalizowanych producentów i pracowników, szczególnie na Południu. Organizacje Sprawiedliwego Handlu (wspierane przez konsumentów), aktywnie angażują się we wspieranie producentów, podnoszenie świadomości i kampanie na rzecz zmian zasad i praktyki konwencjonalnego handlu międzynarodowego.

## Główne zasady Sprawiedliwego Handlu
- Szacunek i troska dla ludzi i środowiska, stawianie potrzeb ludzi przed zyskiem;
- tworzenie środków i możliwości w celu poprawy warunków życia i pracy producentów;
- rozwój obustronnie korzystnych relacji pomiędzy sprzedawcami i nabywcami;
- płacenie przez kupujących ceny, która zapewnia producentom sprawiedliwe wynagrodzenie za ich pracę i akceptowalny dochód dla organizacji handlowej;
- wzrost świadomości na temat sytuacji kobiet i mężczyzn jako producentów i handlowców;
- promocja równych szans dla kobiet;
- ochrona praw kobiet, dzieci i ludności tubylczej.

## Cele Sprawiedliwego Handlu
- Zwiększenie środków do życia dla producentów poprzez zwiększenie ich dostępu do rynku;
- wzmocnienie organizacji producentów, płacenie lepszych cen i zapewnienie ciągłości stosunków handlowych;
- wsparcie możliwości rozwoju marginalizowanych grup producentów, szczególnie kobiet i ludności rdzennej, oraz ochrona dzieci przed eksploatacją w procesie produkcyjnym.
- podnoszenie świadomości wśród konsumentów na temat negatywnych skutków międzynarodowego handlu, aby pozytywnie oddziaływali poprzez swoją siłę nabywczą;
- tworzenie przykładu partnerstwa w handlu poprzez dialog, przejrzystość i szacunek;
- prowadzenie kampanii na rzecz zmian w zasadach i praktyce konwencjonalnego handlu międzynarodowego;
- ochrona praw człowieka poprzez promocję sprawiedliwości społecznej, zdrowej praktyki ekologicznej oraz bezpieczeństwa ekonomicznego.

## Certyfikacja Sprawiedliwego Handlu
Dla zapewnienia wiarygodności ruchu powstały dwa główne nurty certyfikacji Sprawiedliwego Handlu:
1. Certyfikacja organizacji i zintegrowanego łańcucha dostaw Sprawiedliwego Handlu
Prowadzona jest przez Światową Organizację Sprawiedliwego Handlu (World Fair Trade Organization – WFTO), która zrzesza producentów z krajów ubogiego Południa oraz organizacje handlowe z krajów rozwiniętych. Standardy wypracowane dla organizacji Sprawiedliwego Handlu (Fair Trade Organizations) muszą być przez nie przestrzegane w całej ich działalności.
2. Certyfikacja produktów Sprawiedliwego Handlu
Została wprowadzona w celu łatwego odróżnienia przez klientów produktów sprzedawanych w ramach ruchu. Pierwszą organizacją certyfikującą Sprawiedliwego Handlu była fundacja Max Havelaar w Holandii, założona w 1988 r. Później podobne inicjatywy powstawały w różnych krajach Europy, Ameryki Południowej, w Australii, Nowej Zelandii i Japonii. Utworzyły one organizację parasolową FLO International, która zrzesza organizacje certyfikujące i sieci producentów z krajów ubogiego Południa. Aktualnie jest to największa organizacja, ustalająca standardy certyfikacji Sprawiedliwego Handlu dla produktów. Dotyczą one głównie produktów spożywczych (jak np. kawa, herbata, kakao, cukier trzcinowy, owoce południowe, orzechy itp.), ale również innych wyrobów, jak kwiaty doniczkowe i cięte, piłki sportowe, bawełna, drewno, złoto. W 2011 liczba producentów rolnych i pracowników przedsiębiorstw, którzy są bezpośrednimi beneficjentami systemu, wynosiła ok. 1,2 mln osób, a przychody z tytułu sprzedaży produktów Fairtrade (według cen producentów rolnych) w 2010 wynosiły 550 mln euro, co oznacza 24% wzrost w stosunku do 2008.
Fairtrade International posługuje się znakiem certyfikacyjnym z napisem Fairtrade (łącznie), nietłumaczonego na żaden inny język. Umieszczany jest na opakowaniach jako gwarancja, że oznakowany produkt spełnia standardy certyfikacji Fairtrade. Nie odnosi się on jednak do właściciela marki produktu, który może dostarczać na rynek również produkty niecertyfikowane, które nie spełniają kryteriów Sprawiedliwego Handlu.
Uczestnicy obu systemów odwołują się do Karty Zasad Sprawiedliwego Handlu (Charter of Fair Trade Principles), opracowanej i podpisanej przez WFTO i FLO w styczniu 2009.
Oprócz nich powstają też nowe systemy certyfikacji produktów i usług, np.:
- Naturland Fair – system certyfikacji produktów, łączący kryteria ekologiczne i Sprawiedliwego Handlu, odwołujący się również do Karty Zasad Sprawiedliwego Handlu[10];
- Fair for Life[11] – system skupiający się na certyfikowaniu produktów, które nie zostały objęte certyfikacją Fairtrade International, oraz dbaniem o produkcję etyczną w całym łańcuchu dostawczym; z kryteriami społecznymi certyfikacji łączy również kryteria ekologiczne;
- Ecocert[12];
- Bio Equitable[13];
- Fair Flowers Fair Plants – system certyfikacji kwiatów ciętych i roślin;
- Fair Trade in Tourism – system certyfikacji „sprawiedliwych” usług turystycznych; utworzony w RPA – jedyny system certyfikacji Sprawiedliwego Handlu, który powstał w krajach ubogich.

## Krytyka Sprawiedliwego Handlu
Część ekonomistów postrzega Sprawiedliwy Handel jako szkodliwą dla gospodarki formę interwencjonizmu, prowadzącego do nadprodukcji, a także zaniżania cen oraz niższej opłacalności działalności producentów, którzy nie są subsydiowani.
Inne podnoszone zastrzeżenia to:
- Według liberalnych ekonomistów nie interwencjonizm, tylko rozwój wolnego rynku przez ograniczanie protekcjonizmu bogatych krajów zachodnich jest lepszym gwarantem rozwoju biednych krajów niż subsydiowanie ich produkcji;
- korupcjogenny charakter tego mechanizmu – ograniczenie możliwości subsydiowania tylko do niektórych producentów może prowadzić do nadużyć;
- manipulacja – zachęcanie młodzieży do promowania produktów Sprawiedliwego Handlu z pobudek ideowych przez instytucje i osoby traktujące tę działalność jako źródło dochodu;
- doprowadzanie do sztucznego wzrostu podaży produktów Fairtrade[14];
- wprowadzanie regulacji pozarynkowych[14];
- opieranie się w sprzedaży na dobrych intencjach kupujących[14].

Bardziej umiarkowani krytycy przyznają, że Sprawiedliwy Handel jest formą interwencjonizmu, która – w krótkiej perspektywie – może przynieść pozytywne rezultaty, obawiają się jednak o jego dalekosiężne skutki. Brink Lindsey, wiceprezydent Cato Institute określił Sprawiedliwy Handel jako „formę interwencjonizmu, której przyświecają dobre intencje, ale która jest skazana na niepowodzenie”.